# Pterolophia vagans
Pterolophia vagans là một loài bọ cánh cứng trong họ Cerambycidae.